# 弗雷德里克·佩雷斯
弗雷德里克·佩雷斯（法語：Frédéric Perez，1961年7月19日—），法国前男子手球运动员。他曾代表法国国家队参加1992年夏季奥林匹克运动会手球比赛，获得一枚铜牌。